# Грушка, Радим
Радим Грушка (чеш. Radim Hruška; род. 5 октября 1984 года, Всетин, Чехословакия) — чешский хоккеист, центральный нападающий.

## Карьера
Воспитанник ХК «Всетин», в котором выступал с 1999 по 2006 годы. В сезоне 2003—2004 годов выступал за молодежную сборную Чехии на чемпионате мира.
За свою карьеру успел поиграть за клубы: ХК «Всетин», «Слезан» (Опава), ХК «Оломоуц», ХК «Гавиржов», ХК «Скалица», ХК «Витковице», «Энергия» (Карловы Вары), «Млада Болеслав», ХК «Кошице», ХК «Жилина», ХК «Нове Замки».
В составе ХК «Витковице» выступал на престижном Кубке Шпенглера в 2011 и 2012 годах.

## Достижения
- Серебряный призер чемпионата Чехии 2010